# RSI Rete Tre

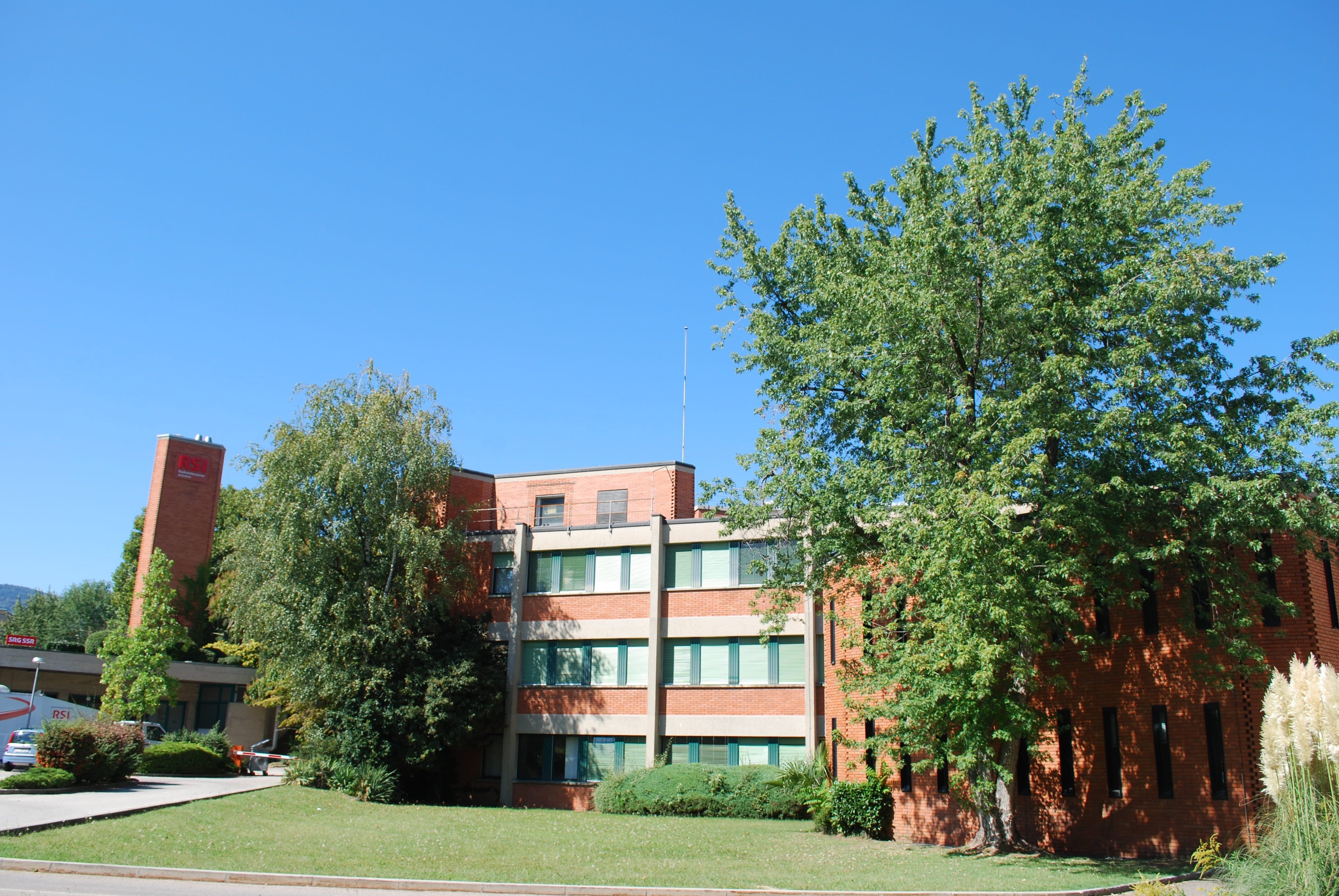
Siedziba radia RSI w Lugano

RSI Rete Tre – szwajcarska stacja radiowa nadawana przez Radiotelevisione svizzera (RSI), włoskojęzyczny oddział publicznego nadawcy radiowo-telewizyjnego SRG SSR. Rozgłośnia została uruchomiona w 1988 roku i adresowana jest głównie do młodszych słuchaczy. W ofercie muzycznej dominują rock i pop. Stacja kładzie duży nacisk na tworzenie wokół siebie społeczności słuchaczy oraz możliwie nieformalną atmosferę na antenie. 
Rozgłośnia dostępna jest w analogowym i cyfrowym przekazie naziemnym, w Internecie oraz w niekodowanym przekazie z satelity Eutelsat Hot Bird 13C. W roku 2012 była słuchana przez średnio 18% osób korzystających w Szwajcarii z włoskojęzycznego radia, co dało jej drugą pozycję wśród trzech kanałów radiowych RSI, jak również drugie miejsce na całym tym rynku.